# Estádio Nacional do Zimpeto
O Estádio Nacional do Zimpeto é um estádio multiuso localizado no bairro do Zimpeto, em Maputo, capital de Moçambique, utilizado principalmente para abrigar competições de futebol e atletismo. Inaugurado oficialmente em 23 de abril de 2011, conta com capacidade máxima para 42 000 espectadores.

## Histórico
A obra, orçada em US$ 57 milhões, foi financiada pelo governo da China e construída pela empresa chinesa Anhui Foreign Economic Construction Group (AFECG) em três anos. O estádio integra a chamada Vila Olímpica de Maputo, um projeto com numa área de 15 hectares, que inclui também uma piscina olímpica e zona residencial, construído para acolher os Jogos Pan-Africanos de 2011.